# Gyrodactylus
Gyrodactylus ist eine Plattwurm-Gattung aus der Klasse der Hakensaugwürmer (Monogenea).
Er ist ein Ektoparasit (äußerer Parasit) und befällt vornehmlich die Haut von Fischen, seltener die Kiemen. Hier lebt er schmarotzend von Schleim und Blutpartikeln der Kiemen. Charakteristisches Merkmal sind seine am hinteren Ende gelegenen Halteapparate aus einer komplexen Konstruktion (Opisthaptor) verschiedener Haken, Zähne und Klammern. Mittels dieser Halteapparate ist es ihm möglich sich in der Haut oder den Kiemen seines Wirtes zu verankern. Am Kopfende besitzt er an der Unterseite eine Mundöffnung, durch die er seine Nahrung bestehend aus Haut oder Blutpartikeln aufnimmt. Wie alle Plattwürmer haben die Gyrodactylidaea keine Afteröffnung.
Gyrodactylus ist im Gegensatz zu anderen Gyrodactyliden lebendgebärend. Durch diese Viviparie ermöglicht er sich eine hohe Reproduktionsrate. In einem befruchteten Muttertier befindet sich eine entwickelte Larve, die bereits ebenfalls eine Larve enthält. In dieser befindet sich wieder eine und in dieser wächst ebenfalls eine Vierte. Die Larven sind also mehrfach redundant. Wird eine Larve geboren kann diese bereits eine zweite absetzen und nach erfolgter Befruchtung wieder vier neue Larven bilden. Der Vorteil dieser Reproduktion ist, dass hier der Umweg über eine freie Eientwicklung und eventuelle Zwischenwirte oder Larvenstadien umgangen wird.
Nach Khalil (1964) ist Gyrodactylus nicht in der Lage, sich im Wasser frei schwimmend fortzubewegen, kann sich aber auf Substraten egelartig fortbewegen um dabei immer wieder nach Möglichkeiten zur Anheftung zu suchen.
Alle Haut- und vor allem die Kiemenwürmer weisen eine hohe Wirtsspezifität auf. Bei Kiemenwürmern geht diese häufig sogar so weit, dass sie bei „ihrem“ Wirt nur an einem ganz bestimmten Kiemenbogen parasitieren, oder nur an der Basis bzw. an den Spitzen der Kiemenblättchen (Bauer 1991). Durch diese Spezifität kommt es häufig nur zum Ausbruch bei einer einzigen Art, so dass andere Fische nicht in Mitleidenschaft gezogen werden.
Sofern Gyrodactylus keinen Wirt findet ist er etwa zehn Tage lebensfähig im Wasser, in Abhängigkeit von Wassertemperatur und der allgemeinen Wasserqualität.

## Bekannte Arten
| Gyrodactylus albaniensis     | Gyrodactylus alburnensis    | Gyrodactylus alburnoidesi    |
| Gyrodactylus alexanderi      | Gyrodactylus anguillae      | Gyrodactylus aphyae          |
| Gyrodactylus arcuatus        | Gyrodactylus barbatuli      | Gyrodactylus barbi           |
| Gyrodactylus baueri          | Gyrodactylus birmani        | Gyrodactylus bliccensis      |
| Gyrodactylus bohemicus       | Gyrodactylus branchicus     | Gyrodactylus caledoniensis   |
| Gyrodactylus carassii        | Gyrodactylus cernuae        | Gyrodactylus chondrostomatis |
| Gyrodactylus chondrostomi    | Gyrodactylus cobitis        | Gyrodactylus cotti           |
| Gyrodactylus cyprini         | Gyrodactylus decorus        | Gyrodactylus derjavini       |
| Gyrodactylus dykovae         | Gyrodactylus elegans        | Gyrodactylus euzeti          |
| Gyrodactylus fairporti       | Gyrodactylus fossilis       | Gyrodactylus gasterostei     |
| Gyrodactylus glaeseri        | Gyrodactylus gobiensis      | Gyrodactylus gobii           |
| Gyrodactylus gobioninum      | Gyrodactylus gracilihamatus | Gyrodactylus gracilis        |
| Gyrodactylus gurleyi         | Gyrodactylus hemibarbi      | Gyrodactylus hrabei          |
| Gyrodactylus hronosus        | Gyrodactylus jiroveci       | Gyrodactylus katherineri     |
| Gyrodactylus kearni          | Gyrodactylus kherulensis    | Gyrodactylus kobayashii      |
| Gyrodactylus leavis          | Gyrodactylus lamberti       | Gyrodactylus latus           |
| Gyrodactylus lavareti        | Gyrodactylus leucisti       | Gyrodactylus limneus         |
| Gyrodactylus llewellyni      | Gyrodactylus lomi           | Gyrodactylus longiradix      |
| Gyrodactylus longoacuminatus | Gyrodactylus lotae          | Gyrodactylus lucii           |
| Gyrodactylus luciopercae     | Gyrodactylus luckiensis     | Gyrodactylus macrocornis     |
| Gyrodactylus macronychus     | Gyrodactylus magnificus     | Gyrodactylus malmbergensis   |
| Gyrodactylus malmbergi       | Gyrodactylus markakulensis  | Gyrodactylus markewitschi    |
| Gyrodactylus matowi          | Gyrodactylus madius         | Gyrodactylus menschikowi     |
| Gyrodactylus minimus         | Gyrodactylus misgurni       | Gyrodactylus molnari         |
| Gyrodactylus nanoides        | Gyrodactylus nemachili      | Gyrodactylus onegensis       |
| Gyrodactylus osmeri          | Gyrodactylus osablahensis   | Gyrodactylus pannonicus      |
| Gyrodactylus paraminimus     | Gyrodactylus parvus         | Gyrodactylus pavlovskyi      |
| Gyrodactylus percnuri        | Gyrodactylus phoxini        | Gyrodactylus procerus        |
| Gyrodactylus prostae         | Gyrodactylus proterorhini   | Gyrodactylus pterygialis     |
| Gyrodactylus pungitii        | Gyrodactylus raabei         | Gyrodactylus rarus           |
| Gyrodactylus rhodei          | Gyrodactylus rogatensis     | Gyrodactylus rutilensis      |
| Gyrodactylus salaris         | Gyrodactylus scardiniensis  | Gyrodactylus scardinii       |
| Gyrodactylus seldelnikovi    | Gyrodactylus shulmani       | Gyrodactylus slovaricus      |
| Gyrodactylus sommervillae    | Gyrodactylus sprostonae     | Gyrodactylus stankovici      |
| Gyrodactylus teuchis         | Gyrodactylus thylmalli      | Gyrodactylus tincae          |
| Gyrodactylus truttae         | Gyrodactylus umbrae         | Gyrodactylus vimbi           |

## Behandlung
Ein Befall mit Gyrodactylus kann mit dem Antihelminthikum Levamisol (z. B. Concurat®, Citarin®, Ripercol®) in Form einer Badelösung oder durch Verfütterung von mit Medikament versehenem Lebendfutter behandelt werden. Levamisol hat eine direkte cholinerge Wirkung, in höheren Dosen zusätzlich eine hemmende Wirkung auf Acetylcholinesterase und führt zu einer spastischen Lähmung des Parasiten. Weiterhin besitzt der Wirkstoff beim Wirt immunstimulierende Eigenschaften.
Zu beachten ist die Verschlechterung der Wasserqualität beim Einsatz glukosehaltiger Präparate. Vor und nach der Behandlung sind Teilwasserwechsel durchzuführen. Reste des Medikaments sind durch eine Filterung über Aktivkohle aus dem Wasser zu entfernen. Da medikamentöser Einsatz eine sauerstoffzehrende Wirkung ausübt, ist während der Behandlung eine zusätzliche Gabe von Sauerstoff sicherzustellen. Bei offenen Verletzungen sollte Levamisol nicht zum Einsatz kommen da durch glucosehaltige Medikamente eine massive Bakterienblüte auftritt, die dann offene Wunden infizieren und z. B. eine infektiöse Bauchwassersucht verursachen.